# Otolejeunea streimannii
Otolejeunea streimannii là một loài Rêu trong họ Lejeuneaceae. Loài này được Grolle mô tả khoa học đầu tiên năm 1985.